# Håkon Askerød
Håkon Askerød (Rygge, 5 luglio 1910 – Moss, 28 agosto 1989) è stato un calciatore norvegese, di ruolo portiere.

## Carriera

### Club
Askerød vestì la maglia del Moss.

### Nazionale
Conta una presenza per la Norvegia. Il 3 novembre 1935, infatti, fu in campo nella sconfitta per 0-2 contro la Svezia.